# Литовка Олексій Олегович
Олексі́й Оле́гович Лито́вка — молодший сержант Збройних сил України.

## Нагороди
За особисту мужність і героїзм, виявлені у захисті державного суверенітету та територіальної цілісності України, вірність Військовій присязі під час російсько-української війни, нагороджений
- орденом «За мужність» III ступеня (23.4.2015).